# Geometrische Satellitengeodäsie
Unter dem Begriff Geometrische Satellitengeodäsie werden jene Verfahren der Satellitengeodäsie verstanden, bei denen ein Erdsatellit für rein geometrische Messungen verwendet wird, seine Bahn jedoch (außer für die Vorausberechnung der Sichtbarkeit) keine Rolle spielt.

## Methoden
Der Terminus kam um 1960 auf, als klar wurde, wie stark die aufkommende Satellitengeodäsie die Zukunft der Geodäsie prägen würde. Sein Gegenbegriff ist die Dynamische Satellitengeodäsie, während in den kombinierten Verfahren einige Besonderheiten von beiden Methodengruppen zusammenwirken.
Bei den rein geometrischen Verfahren dient der Satellit nur als Hochziel für Richtungs- oder Distanzmessungen von terrestrischen Satellitenstationen aus, während seine Bahnbewegung theoretisch außer Betracht bleibt. Sie ist allerdings technisch von Bedeutung, da sie die Beobachtungen durch Satellitenkameras, LASER- und andere Messinstrumente erschwert.
Die wichtigsten Messmethoden sind:
- Optische Richtungsmessung
  - visuell (vor allem zu Beginn und für schwierige Objekte), siehe Moonwatch
  - fotografisch – siehe Satellitenfotogrammetrie
  - seit etwa 1980 auch optoelektronisch, bzw. seit 1995 zunehmend mit CCD-Sensoren
- Radio-Richtungsmessungen
  - Peilung oder Radar
  - Interferometrie (z. B. früheres Monitoring-System Minitrack)
- Entfernungsmessung
  - mit LASER – siehe Satellite Laser Ranging (SLR)
  - mit Radar oder anderen Mikrowellen (beispielsweise SECOR, PRARE)
- Höhenmessung über dem Meer oder Eisflächen, siehe Satellitenaltimetrie
- teilweise auch Geschwindigkeitsmessung (aus Entfernungsmessungen wie SST und nach dem Dopplerprinzip, wobei letzteres den Übergang zu kombinierten Verfahren darstellt)
- weitere Messmethoden aus der Fernerkundung (geometrische Messungen, die der Satellit selbst vornimmt); neben sichtbarem Licht auch im Infrarot und im Radiobereich; siehe auch PRARE, SAR-Radar.

Auch einige nicht-geometrische Messmethoden sind geometrisch nutzbar, beispielsweise aus dem Bereich Remote Sensing, aus der Satellitendynamik, der Gradiometrie und der Astronomie.
Für die Vorausberechnung der Sichtbarkeit eines Erdsatelliten muss der eigene Standort bekannt sein sowie ein Satz zumindest genäherter Bahnelemente. Die Berechnung erfolgt durch Sphärische Trigonometrie oder durch Vektorrechnung. Für optische Richtungsbeobachtungen ist auch zu berücksichtigen, ob und wann der Satellit in den Erdschatten eintritt. Auch eine grafische Lösung dieser Aufgaben ist möglich, etwa mit dem sogenannten Satellitenschieber (stereografische Projektion der Erde und der Satellitenbahn).
Für Simultanmethoden (z. B. Laser- oder Satellitentriangulation) ist die gleichzeitige Sichtbarkeit der geplanten zwei oder mehr Satellitenstationen zu prüfen, was durch eigene Programmmodule erfolgt.

## Geschichtliche Entwicklung
Während man bis etwa 1975 klar zwischen geometrischen und physikalisch-dynamischen Satellitenverfahren unterschied, kann man seit einigen Jahrzehnten auch sehr komplexe Berechnungsmodelle mit zehntausenden Parametern lösen. Zu ihnen zählen neben den Bahnelementen und ihren Änderungen die genannten Koeffizienten des Schwerefeldes und der verwendeten Erdmodelle, die genauen Koordinaten aller Beobachtungsstationen und weitere Parameter wie etwa die langsamen Bewegungen von Kontinentalplatten.
Die erste bedeutende Kombination von geometrischen und dynamischen Modellen stellte das NNSS-System der Satellitennavigation dar. Mit präzisen Messungen des Dopplereffekts zu seinen 5–6 Dopplersatelliten waren ab 1970 online-Genauigkeiten von etwa 30 Meter möglich waren, während großräumige Vermessungsnetze offline bereits Dezimetergenauigkeiten erreichten. Seit Anfang der 1990er-Jahre haben die Kombinationsverfahren durch die Entwicklung von GPS und GLONASS noch wesentlich an Bedeutung gewonnen, sodass heute kaum mehr zwischen geometrischer und physikalisch-dynamischer Satellitengeodäsie unterschieden wird.